# DS 3 I
La DS 3 est une citadine du constructeur automobile français DS Automobiles, après une première période sous la marque Citroën et le nom DS3. Commercialisée de mars 2010 à janvier 2020, elle appartient au segment des citadines premium, ce qui la met en concurrence directe avec la Mini, l'Alfa Romeo MiTo et l'Audi A1. Il s'agit du premier modèle de la gamme DS.

## Présentation
D'abord présentée au public sous la forme du showcar DS Inside en février 2009 au Salon de Genève, la Citroën DS 3 est révélée dans sa version définitive le 24 août 2009. Elle apparaît en septembre au Salon de Francfort, durant lequel les internautes l'élisent « Star du salon » avec 37 % de votes positifs. Citroën profite de ce bon accueil pour mettre en vente 1 000 exemplaires sur internet au cours du mois, avant de la proposer début 2010 dans les concessions. Fin août 2012, Citroën lui adjoindra une version cabriolet, puis de nouvelles optiques à partir de mai 2014. Elle passe ensuite totalement sous le giron DS, à l'occasion d'un second restyling début 2016.
La DS 3 est fabriquée à Poissy. Elle a obtenu cinq étoiles au test Euro NCAP avec un score pondéré de 73 %.
La production de la DS3 prend fin en 2019 et sa commercialisation est stoppée en janvier 2020. Elle n'est pas remplacée, cependant la DS 3 Crossback en prend indirectement la succession malgré son positionnement dans la catégorie des SUV urbains.

## Genèse
Le véhicule doit initialement être vendu comme une Citroën C3 II à 3 portes, son nom d'origine est d'ailleurs Citroën C3 Coupé. L'avant des maquettes avancées de 2007 est parfaitement identique à celui de la C3 II de série et l'appellation ou le logo DS n'apparaissent nulle part.

## Citroën DS Inside

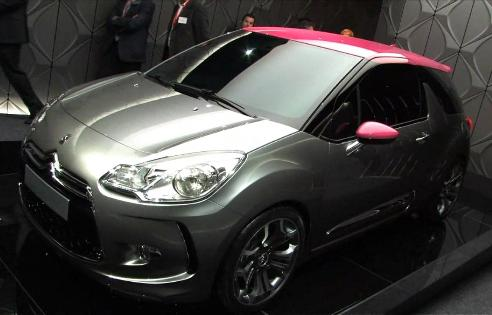
DS Inside au salon de Genève 2009

En février 2009, le réseau de concessionnaires de la marque découvre la DS 3 sous la forme d'un concept-car d'abord rendu public sur internet, la DS Inside.
Il s'agit d'un showcar à trois portes dérivé de la deuxième génération de Citroën C3, présenté sous une forme bicolore toit blanc et caisse chocolat, et à tendance manifestement luxueuse. Aux dires de Citroën, il préfigure à 95 % la future DS3, première de la ligne DS, destinée à faire concurrence aux citadines premium telles que la Mini ou la Fiat 500. Ce showcar qui donne directement naissance à la DS3 a été dessiné par Frédéric Soubirou.
Le véhicule est à nouveau présenté quelques jours plus tard au salon de Genève, dans une livrée différente, où le toit prend une teinte rose flashy et la carrosserie devient grise. Des vitres opaques empêchent encore d'en voir l'habitacle. Il sera cependant révélé à la presse en mai : il s'agit du même intérieur que celui de la C3, avec toutefois certains détails prestigieux, tels que le cuir de la planche de bord marqué de l'insigne DS, ou celui en motif de bracelet des sièges.

## Citroën DS3

### Phase 1 (2010 - 2014)
La Citroën DS3 apparaît dans sa version définitive le 24 août 2009. Comme annoncé, le modèle de série reste très proche du concept DS Inside. Dérivée de la C3, elle en reprend les mécaniques les plus huppées, et lui adjoint des moteurs essence turbocompressés de 156 puis 202 chevaux. Une version cabriolet, la DS3 Cabrio, est mise au catalogue fin septembre 2012.

#### Design

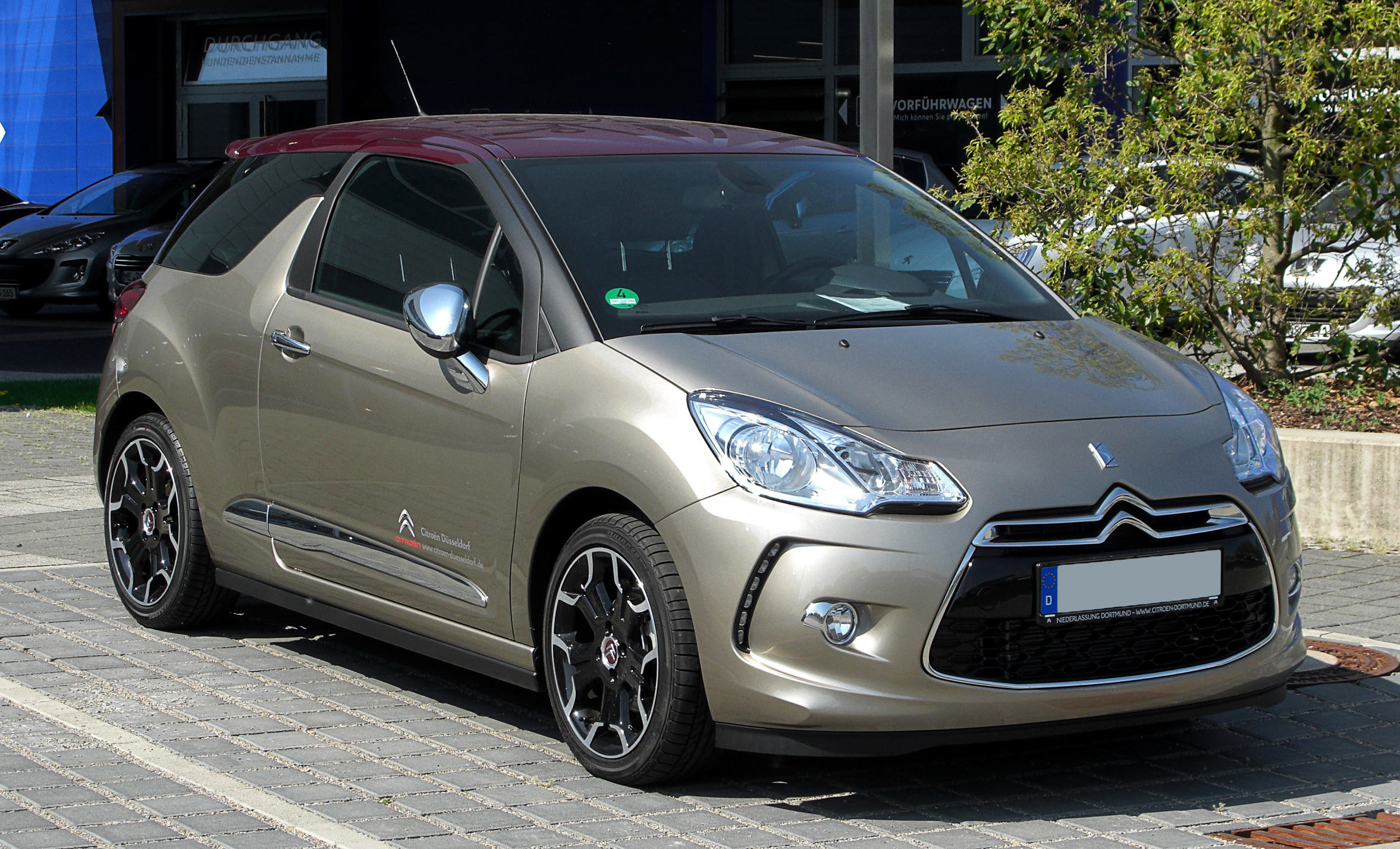
Citroën DS3

En termes de design, la DS3 est quasiment identique à la DS Inside. Elle ne s'en différencie que par des rétroviseurs plus grands (pour répondre aux normes européennes), et par la suppression de divers artifices, tels que l'antenne requin, les deux petits bouts de chrome sur les côtés de la calandre (jusqu'en juin 2010) et, à l'arrière, le diffuseur et la sortie d'échappements centrale.
Sont donc conservés les deux écopes verticales de LED, les phares effilés et l'essentiel de la calandre, mais surtout l'élément caractéristique du concept : l'aileron de requin, qui donne du dynamisme et l'impression d'un toit flottant. On retrouve également les jantes parmi la gamme proposée à sa sortie.
La version Cabrio apparue à la rentrée 2012 inaugure en outre des feux 3D à LED, développés avec Valéo et présentés pour la première fois sur le concept Citroën Revolte. Ils sont disponibles en option sur les versions Chic et So Chic, et de série sur les finitions Sport Chic (y compris sur la berline) et Ultra Prestige.
De son côté, l'intérieur est semblable à celui de la grande sœur C3, avec pour seules différences un revêtement laqué de la planche de bord, et des sièges spécifiques. Il sera élu « Plus bel intérieur de l'année 2010 » par le magazine AutosBlog.

#### Motorisations
| Phase 1                    | 1.2 VTi 82            | 1.2 e-VTi 82          | 1.4 VTi 95            | 1.4 VTi 95            | 1.6 VTi 120           | 1.6 VTi 120           | 1.6 THP 150/155       | 1.6 THP 202           |
| -------------------------- | --------------------- | --------------------- | --------------------- | --------------------- | --------------------- | --------------------- | --------------------- | --------------------- |
| Disponibilité              | septembre 2012 - 2014 | octobre 2013 - 2014   | 2010 - septembre 2012 | 2011 - octobre 2013   | 2010 - 2014           | 2010 - 2011           | 2010 - 2011           | octobre 2010 - 2014   |
| Moteur                     | 3 cylindres (type EB) | 3 cylindres (type EB) | 4 cylindres (type EP) | 4 cylindres (type EP) | 4 cylindres (type EP) | 4 cylindres (type EP) | 4 cylindres (type EP) | 4 cylindres (type EP) |
| Cylindrée (cm3)            | 1 199                 | 1 199                 | 1 397                 | 1 397                 | 1 598                 | 1 598                 | 1 598                 | 1 598                 |
| Puissance maximale (ch)    | 82                    | 82                    | 95                    | 95                    | 120                   | 120                   | 156                   | 202                   |
| au régime de (tr/min)      | 5 750                 | 5 750                 | 6 000                 | 6 000                 | 6 000                 | 6 000                 | 6 000                 | 6 000                 |
| Couple maximal (N m)       | 118                   | 118                   | 136                   | 136                   | 160                   | 160                   | 240                   | 275                   |
| au régime de (tr/min)      | 2 750                 | 2 750                 | 4 000                 | 4 000                 | 4 250                 | 4 250                 | 4 000                 | 4 500                 |
| Boîte de vitesses          | BVM5                  | ETG5                  | BVM5                  | BVA4                  | BVM5                  | BVA4                  | BVM6                  | BVM6                  |
| Vitesse maximale (en km/h) | 174                   | 176                   | 184                   | 184                   | 190                   | 190                   | 214                   | 235                   |
| 0-100 km/h (en s)          | 12,3                  | 14,4                  | 10,6                  | 13,2                  | 8,9                   | 10,9                  | 7,3                   | 6,5                   |
| Consommation (en ℓ/100 km) | 4,6                   | 4,3                   | 5,8                   | 5,5                   | 5,9 à 5,6             | 6,9 à 6,5             | 6,7 à 5,8             | 6,4                   |
| Émissions de CO2 (en g/km) | 107                   | 99                    | 134                   | 127                   | 136 à 129             | 158 à 150             | 155 à 135             | 149                   |

- Diesel :

| Phase 1                    | 1.4 HDi 70                | 1.4 e-HDi 70              | 1.6 HDi 92                | 1.6 e-HDi 92              | 1.6 e-HDi 92              | 1.6 HDi 112               | 1.6 e-HDi 112             | 1.6 e-HDi 115             |
| -------------------------- | ------------------------- | ------------------------- | ------------------------- | ------------------------- | ------------------------- | ------------------------- | ------------------------- | ------------------------- |
| Disponibilité              | 2010 - 2014               | 2011 - 2014               | 2010 - 2011               | 2010 - 2014               | 2012 - 2014               | 2010 - 2011               | 2011 - 2012               | 2012 - 2014               |
| Moteur                     | 4-cylindres (type DV/DLD) | 4-cylindres (type DV/DLD) | 4-cylindres (type DV/DLD) | 4-cylindres (type DV/DLD) | 4-cylindres (type DV/DLD) | 4-cylindres (type DV/DLD) | 4-cylindres (type DV/DLD) | 4-cylindres (type DV/DLD) |
| Cylindrée (cm3)            | 1 398                     | 1 398                     | 1 560                     | 1 560                     | 1 560                     | 1 560                     | 1 560                     | 1 560                     |
| Puissance maximale (ch)    | 68                        | 68                        | 92                        | 92                        | 92                        | 112                       | 112                       | 115                       |
| au régime de (tr/min)      | 4 000                     | 4 000                     | 4 000                     | 4 000                     | 4 000                     | 3 600                     | 3 600                     | 3 600                     |
| Couple maximal (N m)       | 160                       | 160                       | 230                       | 230                       | 230                       | 270                       | 270                       | 270                       |
| au régime de (tr/min)      | 2 000                     | 2 000                     | 1 750                     | 1 750                     | 1 750                     | 1 750                     | 1 750                     | 1 750                     |
| Boîte de vitesses          | BVM5                      | ETG5                      | BVM5                      | BVM5                      | ETG6                      | BVM6                      | BVM6                      | BVM6                      |
| Vitesse maximale (en km/h) | 163                       | 165                       | 182                       | 182                       | 179                       | 190                       | 190                       | 190                       |
| 0-100 km/h (en s)          | 13,5                      | 16,2                      | 11,3                      | 11,3                      | 11,8                      | 9,8                       | 9,7                       | 9,7                       |
| Consommation (en ℓ/100 km) | 3.8                       | 3,4                       | 4,0                       | 3,7 à 3,6                 | 3,8                       | 4,5                       | 3,8                       | 3,8                       |
| Émissions de CO2 (en g/km) | 99                        | 87                        | 104                       | 98 à 95                   | 99                        | 118                       | 99                        | 99                        |

### Phase 2 (2014 - 2016)
Citroën a dévoilé le 21 mai 2014 sur internet une photo du visage d'une femme portant une paire de lunettes de soleil dans lesquelles on aperçoit le reflet de la nouvelle signature lumineuse de la DS 3, accompagnée d'une date : le 22 mai 2014 à 11 h 00.

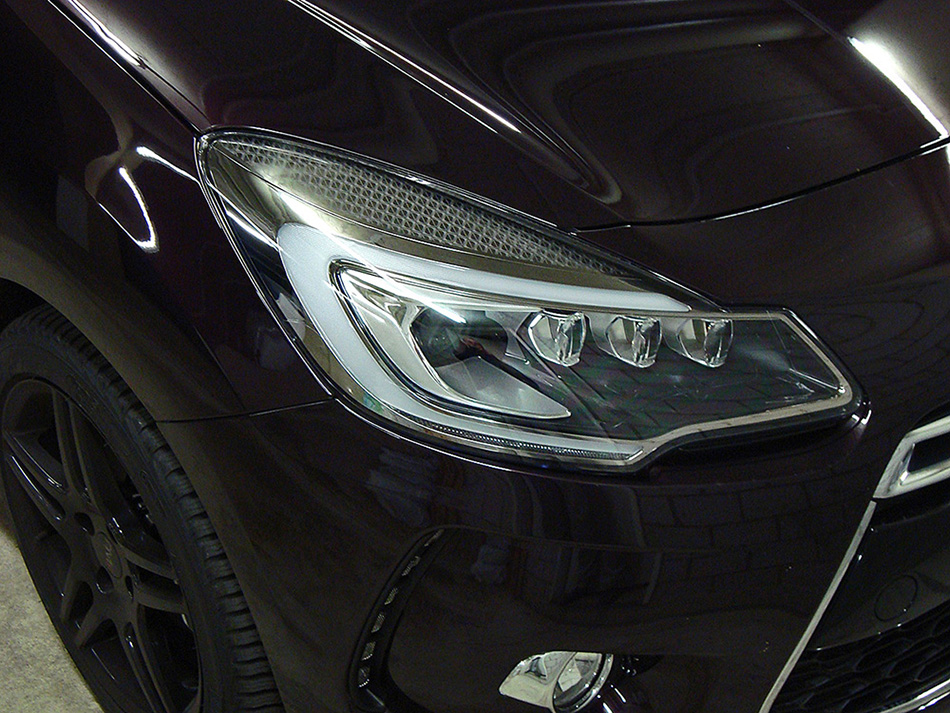
Citroën DS3 restylée

#### Design
Le lendemain, Citroën dévoile le restylage de la DS 3, principalement orienté sur la face avant du véhicule, avec notamment de nouvelles optiques inspirées de celles des Citroën DS Numéro 9 et DS Wild Rubis. Celles-ci associent les technologies LED et Xénon à de nouveaux indicateurs de direction défilants appelés « clignotants dynamiques ». Les feux arrière 3D à LED passent en série sur So Chic et une nouvelle teinte Blanc Nacré fait son apparition.

#### Mécanique
Le restylage s'accompagne d'évolutions progressives au niveau des motorisations.

##### 2014

###### Essence
- Le 1.2 VTi 82 BVM5 est renommé 1.2 PureTech 82 BVM5.
- Le 1.2 e-VTi 82 ETG5 est renommé 1.2 PureTech 82 S&S ETG5.
- Le 1.6 VTi 120 BVM5 est remplacé en octobre (production novembre 2014)[19] par le 1.2 PureTech 110 S&S BVM5.
- Maintien du 1.6 VTi 120 BVA4.
- Le 1.6 THP 155 BVM6 est remplacé en octobre (production novembre 2014) par le 1.6 THP 165 S&S BVM6.
- Maintien du 1.6 THP 202 BVM6.

###### Diesel
Les e-HDi sont renommés « BlueHDi ». Ces nouveaux noms font suite à des modifications techniques consécutives au passage à la norme euro 6, entrée en vigueur en septembre 2015 pour les nouvelles homologations.
- Maintien du 1.4 HDi 70 BVM5.
- Maintien du 1.4 e-HDi 70 ETG5.
- Le 1.6 BlueHDi 75 BVM5 est ouvert à la commande en Italie en fin d'année.
- Maintien du 1.6 e-HDi 92 BVM5.
- Maintien du 1.6 e-HDi 92 ETG6.
- Le 1.6 BlueHDi 100 BVM5 (renommé BlueHDi 100 S&S en janvier 2015) est ouvert à la commande sur la finition Executive en octobre (production novembre 2014)
- Le 1.6 e-HDi 115 BVM6 est remplacé par le 1.6 BlueHDi 120 (renommé BlueHDi 120 S&S en janvier 2015).

##### 2015

###### Essence
- Maintien du 1.2 PureTech 82 BVM5.
- Maintien du 1.2 PureTech 82 S&S ETG5.
- Maintien du 1.2 PureTech 110 S&S BVM5.
- Le 1.6 VTi 120 BVA4 est remplacé par le 1.2 PureTech 110 S&S EAT6 en avril 2015 (production juin 2015)[20].
- Maintien du 1.6 THP 165 S&S BVM6.
- Le 1.6 THP 202 BVM6 est supprimé du catalogue.

###### Diesel
- Le 1.4 HDi 70 BVM5 est fermé à la commande en avril.
- Le 1.4 e-HDi 70 ETG5 est fermé à la commande en avril.
- Le 1.6 BlueHDi 75 BVM5 est maintenu (en Belgique, au Luxembourg et en Italie notamment, motorisation non proposée en France).
- Le 1.6 e-HDi 92 BVM5 est supprimé du catalogue.
- Le 1.6 e-HDi 92 ETG6 est supprimé du catalogue en avril.
- Le 1.6 BlueHDi 100 S&S BVM5 est maintenu.
- Le 1.6 BlueHDi 120 S&S BVM6 (1.6 BlueHDi 115 S&S BVM6 en Belgique et au Luxembourg) est maintenu.
- Le 1.6 e-HDi 115 BVM6 est remplacé en avril par le 1.6 BlueHDi 120 S&S sur la DS 3 Cabrio.

## DS3 Cabrio
Le 31 août 2012, Citroën a présenté une version cabriolet de la DS3 : La DS3 Cabrio. Disponible à la commande à partir du 28 septembre 2012, elle est fabriquée dans l'Usine PSA de Poissy.

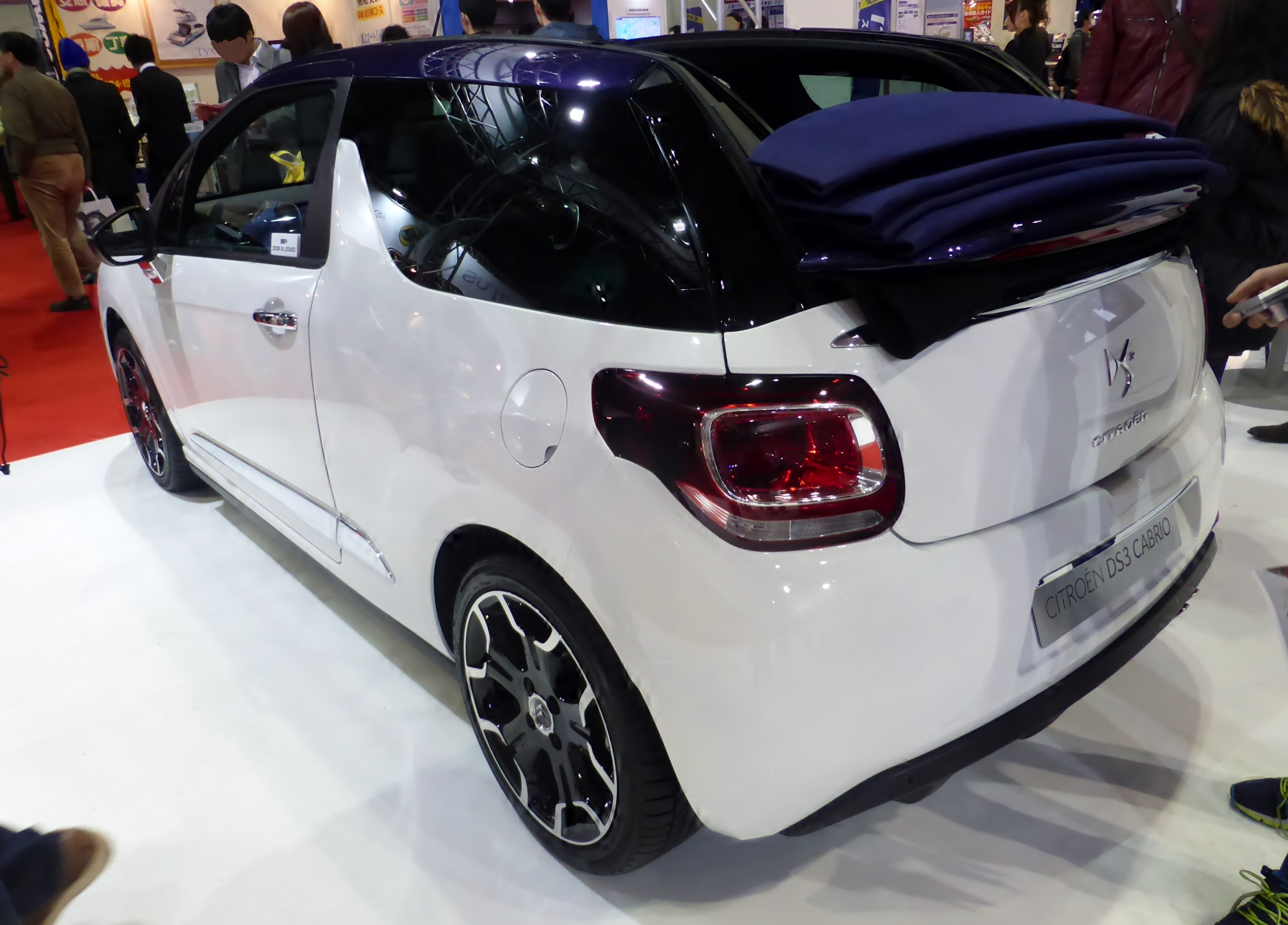

## DS 3 (DS Automobile) (2016 - 2019)

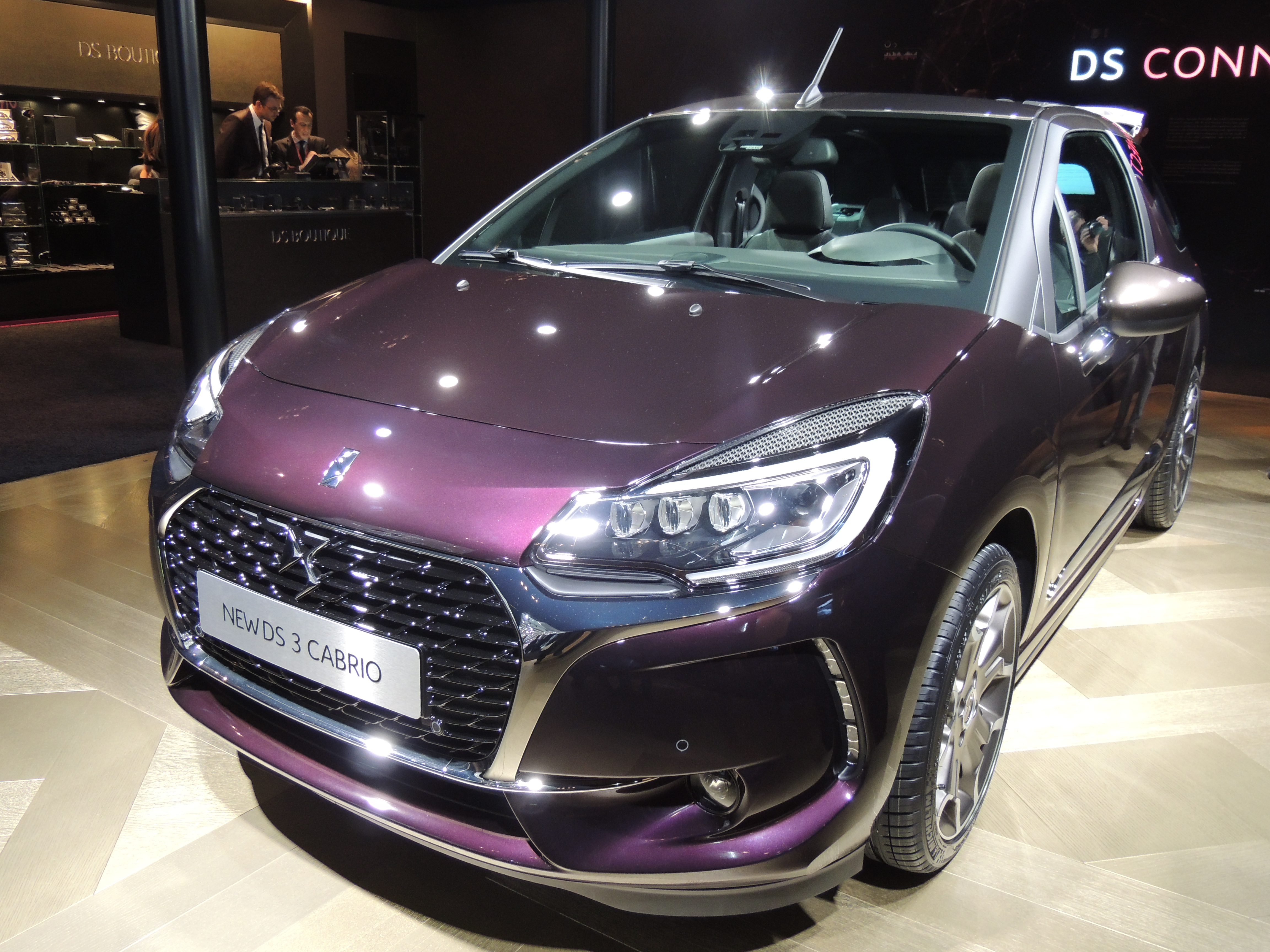
DS 3 Cabrio au salon de Genève 2016

Le 19 janvier 2016, lors d'une présentation de la marque au palais du Louvre, la DS 3 a encore été restylée :  la calandre évolue vers un style inspiré du concept car Divine et perd toute référence à Citroën. La DS 3 n'est plus une Citroën mais une DS. Cette première génération de DS 3 est présentée au public lors du Salon international de l'automobile de Genève 2016. À l'été 2018, la gamme est réduite ne proposant plus que la motorisation Puretech 110 ch associée à la boite automatique EAT6. L'architecture électrique évolue en passant de la version 2004 à la version 2010 du multiplexage PSA. La production est stoppée à l'usine de Poissy en juin 2019.

### Mécanique
Cette évolution stylistique s'accompagne de quelques nouveautés au niveau des motorisations disponibles. La gamme s'articule malgré tout toujours autour des PureTech (moteur EB), THP (moteur EP), et BlueHDi (moteur DV).

#### 2016

##### Essence
- Maintien du 1.2 PureTech 82 BVM5.
- Maintien du 1.2 PureTech 82 S&S ETG5.
- Maintien du 1.2 PureTech 110 S&S BVM5.
- Maintien du 1.2 PureTech 110 S&S EAT6.
- Lancement du 1.2 PureTech 130 S&S BVM6 le 20 janvier 2016.
- Le 1.6 THP 165 S&S (1.6 THP 150 S&S en Belgique et au Luxembourg) est maintenu.
- Lancement de la version Performance équipée du 1.6 THP 208 S&S le 1er mars 2016.

##### Diesel
- Le 1.6 BlueHDi 75 BVM5 est maintenu (en Belgique, au Luxembourg et en Italie notamment, motorisation non proposée en France).
- Le 1.6 BlueHDi 100 S&S BVM5 est maintenu.
- Le 1.6 BlueHDi 120 S&S BVM6 (1.6 BlueHDi 115 S&S BVM6 en Belgique et au Luxembourg) est maintenu.

#### 2017
L'offre est maintenue à l'identique.

#### 2018
En raison de l'instauration de la norme antipollution Euro 6d-Temp, et de la fin de carrière annoncée, suppléée par le DS 3 Crossback, l'offre de motorisations est réduite en juin.

##### Essence
- Le 1.2 PureTech 82/110 BVM5 est supprimé du catalogue.
- Le 1.2 PureTech 110 EAT6 est maintenu.
- Le 1.2 PureTech 130 BVM6 est supprimé du catalogue.
- Le 1.6 THP 165/208 BVM6 est supprimé du catalogue.

##### Diesel
- Le 1.6 BlueHDi 75/100/120 est supprimé du catalogue.

#### 2019

##### Essence
- Le 1.2 PureTech 110 EAT6 est maintenu.

## Fiche technique et performances
- Essence :

|                            | 1.2 PureTech 82       | 1.2 PureTech 82       | 1.2 PureTech 110      | 1.2 PureTech 110      | 1.2 PureTech 130      | 1.4 VTi 95            | 1.4 VTi 95            | 1.6 VTi 120           | 1.6 VTi 120           | 1.6 THP 150/155       | 1.6 THP 150/165       | 1.6 THP 150/165       | 1.6 THP 202           | 1.6 THP 208           |
| -------------------------- | --------------------- | --------------------- | --------------------- | --------------------- | --------------------- | --------------------- | --------------------- | --------------------- | --------------------- | --------------------- | --------------------- | --------------------- | --------------------- | --------------------- |
| Moteur                     | 3 cylindres (type EB) | 3 cylindres (type EB) | 3 cylindres (type EB) | 3 cylindres (type EB) | 3 cylindres (type EB) | 4 cylindres (type EP) | 4 cylindres (type EP) | 4 cylindres (type EP) | 4 cylindres (type EP) | 4 cylindres (type EP) | 4 cylindres (type EP) | 4 cylindres (type EP) | 4 cylindres (type EP) | 4 cylindres (type EP) |
| Cylindrée (cm3)            | 1 199                 | 1 199                 | 1 199                 | 1 199                 | 1 199                 | 1 397                 | 1 397                 | 1 598                 | 1 598                 | 1 598                 | 1 598                 | 1 598                 | 1 598                 | 1 598                 |
| Puissance maximale (ch)    | 82                    | 82                    | 110                   | 110                   | 130                   | 95                    | 95                    | 120                   | 120                   | 156                   | 150                   | 165                   | 202                   | 208                   |
| au régime de (tr/min)      | 5 750                 | 5 750                 | 5 500                 | 5 500                 | 5 500                 | 6 000                 | 6 000                 | 6 000                 | 6 000                 | 6 000                 | 6 000                 | 6 000                 | 6 000                 | 6 000                 |
| Couple maximal (N m)       | 118                   | 118                   | 205                   | 205                   | 230                   | 136                   | 136                   | 160                   | 160                   | 240                   | 240                   | 240                   | 275                   | 300                   |
| au régime de (tr/min)      | 2 750                 | 2 750                 | 1 500                 | 1 500                 | 1 750                 | 4 000                 | 4 000                 | 4 250                 | 4 250                 | 4 000                 | 1 750                 | 1 400                 | 4 500                 | 3 000                 |
| Boîte de vitesses          | BVM5                  | ETG5                  | BVM5                  | EAT6                  | BVM6                  | BVM5                  | BMP5                  | BVM5                  | BVA4                  | BVM6                  | BVM6                  | BVM6                  | BVM6                  | BVM6                  |
| Vitesse maximale (en km/h) | 174                   | 176                   | 190                   | 189                   | 204                   | 184                   | 184                   | 190                   | 190                   | 214                   | 212                   | 218                   | 235                   | 235                   |
| 0-100 km/h (en s)          | 12,3                  | 14,4                  | 9,6                   | 9,9                   | 8,9                   | 10,6                  | 13,2                  | 8,9                   | 10,9                  | 7,3                   | 7,8                   | 7,5                   | 6,5                   | 6,5                   |
| Consommation (en ℓ/100 km) | 4,6                   | 4,3                   | 4,3                   | 4,6                   | 4,5                   | 5,8                   | 5,5                   | 5,9 à 5,6             | 6,9 à 6,5             | 6,7 à 5,8             | 5,6                   | 5,8                   | 6,4                   | 5,4                   |
| Émissions de CO2 (en g/km) | 107                   | 99                    | 100                   | 105                   | 105                   | 134                   | 127                   | 136 à 129             | 158 à 150             | 155 à 135             | 129                   | 129                   | 149                   | 125                   |

- Diesel :

|                            | 1.4 HDi 70                | 1.4 e-HDi 70              | 1.4 e-HDi 70              | 1.6 BlueHDi 75            | 1.6 HDi 92                | 1.6 e-HDi 92              | 1.6 e-HDi 92              | 1.6 BlueHDi 100           | 1.6 HDi 112               | 1.6 e-HDi 112             | 1.6 e-HDi 115             | 1.6 BlueHDi 115/120       |
| -------------------------- | ------------------------- | ------------------------- | ------------------------- | ------------------------- | ------------------------- | ------------------------- | ------------------------- | ------------------------- | ------------------------- | ------------------------- | ------------------------- | ------------------------- |
| Moteur                     | 4 cylindres (type DV/DLD) | 4 cylindres (type DV/DLD) | 4 cylindres (type DV/DLD) | 4 cylindres (type DV/DLD) | 4 cylindres (type DV/DLD) | 4 cylindres (type DV/DLD) | 4 cylindres (type DV/DLD) | 4 cylindres (type DV/DLD) | 4 cylindres (type DV/DLD) | 4 cylindres (type DV/DLD) | 4 cylindres (type DV/DLD) | 4 cylindres (type DV/DLD) |
| Cylindrée (cm3)            | 1 398                     | 1 398                     | 1 398                     | 1 560                     | 1 560                     | 1 560                     | 1 560                     | 1 560                     | 1 560                     | 1 560                     | 1 560                     | 1 560                     |
| Puissance maximale (ch)    | 68                        | 68                        | 68                        | 75                        | 92                        | 92                        | 92                        | 100                       | 112                       | 112                       | 115                       | 115/120                   |
| au régime de (tr/min)      | 4 000                     | 4 000                     | 4 000                     | 3 500                     | 4 000                     | 4 000                     | 4 000                     | 3 750                     | 3 600                     | 3 600                     | 3 600                     | 3 500                     |
| Couple maximal (N m)       | 160                       | 160                       | 160                       | 233                       | 230                       | 230                       | 230                       | 254                       | 270                       | 270                       | 270                       | 285                       |
| au régime de (tr/min)      | 2 000                     | 2 000                     | 2 000                     | 1 750                     | 1 750                     | 1 750                     | 1 750                     | 1 750                     | 1 750                     | 1 750                     | 1 750                     | 1 750                     |
| Boîte de vitesses          | BVM5                      | BVM5                      | ETG5                      | BVM5                      | BVM5                      | BVM5                      | ETG6                      | BVM5                      | BVM6                      | BVM6                      | BVM6                      | BVM6                      |
| Vitesse maximale (en km/h) | 163                       | 163                       | 165                       | 171                       | 182                       | 182                       | 179                       | 189                       | 190                       | 190                       | 190                       | 190                       |
| 0-100 km/h (en s)          | 13,5                      | 13,5                      | 16,2                      | 14,1                      | 11,3                      | 11,3                      | 11,8                      | 10,8                      | 9,8                       | 9,7                       | 9,7                       | 8,9 (9,4 115ch)           |
| Consommation (en ℓ/100 km) | 3.8                       | 3,4                       | 3,4                       | 3,5                       | 4                         | 3,7 à 3,6                 | 3,8                       | 3,0                       | 4,5                       | 3,8                       | 3,8                       | 3,6                       |
| Émissions de CO2 (en g/km) | 99                        | 99                        | 87                        | 90                        | 104                       | 98 à 95                   | 99                        | 79                        | 118                       | 99                        | 99                        | 94                        |

## Personnalisation
Dès sa sortie, la DS3 propose un programme de personnalisation (comme la Fiat 500, la Mini puis l'Opel Adam) qui permet au client de configurer sa voiture et la rendre presque unique. Comme le dit le slogan de Citroën « Avec la DS3, c'est vous le designer ».
Les possibilités de personnalisation sont :
- coques de rétroviseur : couleurs ou chrome, avec la trame DS reproduite au laser ;
- couleur de carrosserie : 10 teintes ;
- couleur de toit : Noir Onyx, Blanc Opale, Vert Émeraude, Gris Moondust ;
- bandeau planche de bord : 6 finitions et couleurs ;
- pommeau de vitesses : 5 finitions, associant le chrome satin à la brillance d'une couleur ou le mat d'un cuir ;
- décor de toit (stickers) : Graphic Art, Flower, Flavio, Codesign, Map, Plane, Zebra, Perle, Onde et Urban Tribe ;
- surtapis : ils adoptent le même graphisme que les stickers de toit ;
- décor de carrosserie : baguettes de portes ;
- jantes : 9 modèles de 16  à   17 pouces, couleurs ou diamantées, dont le centre se pare de la couleur du toit ou de la carrosserie ;
- garnissage de sièges : 8 propositions dont 3 cuirs (Bleu Granit, Mistral et Lama).

Le programme de personnalisation de la DS3 concerne bien sûr les garnissages de sièges (matière, couleur), mais aussi la couleur du pavillon, qui peut être différente de celle du reste de la carrosserie (avec 38 combinaisons possibles), celle de la planche de bord, des rétroviseurs et des baguettes latérales de protection, et comprend aussi 8 jeux de jantes différentes et des autocollants.
Citroën veut positionner la DS3 comme une voiture à la mode, et l'a déjà exposé comme objet de décoration et/ou de mode, par exemple au Printemps Haussmann, où elle était entourée des objets que l'on trouve dans une trousse de maquillage, et personnalisée par l'illustratrice Carlotta.

## Finitions
- Chic (lancement - début 2019)
- Be Chic (juin 2014 - fin 2019)
- So Chic (lancement - fin 2019)
- Performance Line (septembre 2016 - fin 2019)
- Sport Chic (lancement - fin 2019)
- Ultra Prestige (octobre 2011 - fin 2019)
- Racing — édition limitée en Suisse mais pas en France (de septembre 2010 à mai 2015)
- Performance (mars 2016 - fin 2019)

À l'intérieur, la présentation se veut originale et utilise des matériaux de qualité.
À partir d'octobre 2013, juste après le Salon de l'automobile de Francfort, une nouvelle finition très haut de gamme nommée « Faubourg Addict », fait son apparition sur les DS3 et DS3 Cabrio. Elle est commercialisée en France sous la forme d'un pack optionnel sur les finitions So Chic et Sport Chic et est en série sur la finition Ultra Prestige. Cette nouvelle « finition » est présentée avec une teinte inédite « Whisper » (disponible en option sur So Chic, Sport Chic, Executive et Ultra Prestige), décrite comme « un noir profond aux nuances subtilement violacées », une trame DS sur le toit et sur les coques de rétroviseurs (gravées au laser).

### Performance Line
À partir du Mondial de l'automobile de Paris 2016, DS lance la finition Performance Line, déclinée sur les DS 3, 4 et 5.
Les DS Performance Line reçoivent un pavillon noir, des jantes noires brillantes avec logo DS sur fond Carmin et de badges spécifiques sur le capot et les portes avant.
À l'intérieur les DS sont dotées d'une nouvelle sellerie qui associe le cuir grainé et le tissu Dinamica, avec des surpiqûres qui reprennent les teintes du badge (rouge, blanc et doré). Ces surpiqûres colorées se retrouvent sur les panneaux de porte, le levier de vitesses ou encore le volant.

### Séries spéciales

#### Citroën DS3
- DS3 Black & DS3 White (2010, Royaume-Uni)[réf. souhaitée]
- DS3 Black & Silver (2011, Suisse)[29]
- DS3 Graphic Art (de juin 2012 à avril 2013)[30]
- DS3 Chic Unique 2 (juin 2012, Japon)[31]
- DS3 Anniversary (2013, République tchèque)[32],[33]
- DS3 Young & Wild (2013, République tchèque)[33],[34]
- DS3 Racing Gold Mat (de mai 2013 à mai 2014, puis sous forme d'option de la finition Racing)
- DS3 Opéra Blue (de juillet à décembre 2013)

#### DS 3
- DS 3 So Irrésistible (de juin 2014 à décembre 2015)
- DS 3 Inès de la Fressange Paris (de décembre 2014 à mars 2015)
- DS 3 Émeraude Addict (de février à août 2015)
- DS 3 Connected Chic (depuis octobre 2016[35] et reconduite en avril 2017[36])
- DS 3 Dark Side (depuis avril 2017[36])
- DS 3 Black Lezard (depuis septembre 2017)[37]
- DS 3 Connected Chic Crème Parthenon (depuis novembre 2017)[38]
- DS 3 Café Racer (depuis mai 2018)[39]
- DS 3 Forever (depuis octobre 2018)[40]

### Éditions limitées

#### Citroën DS3

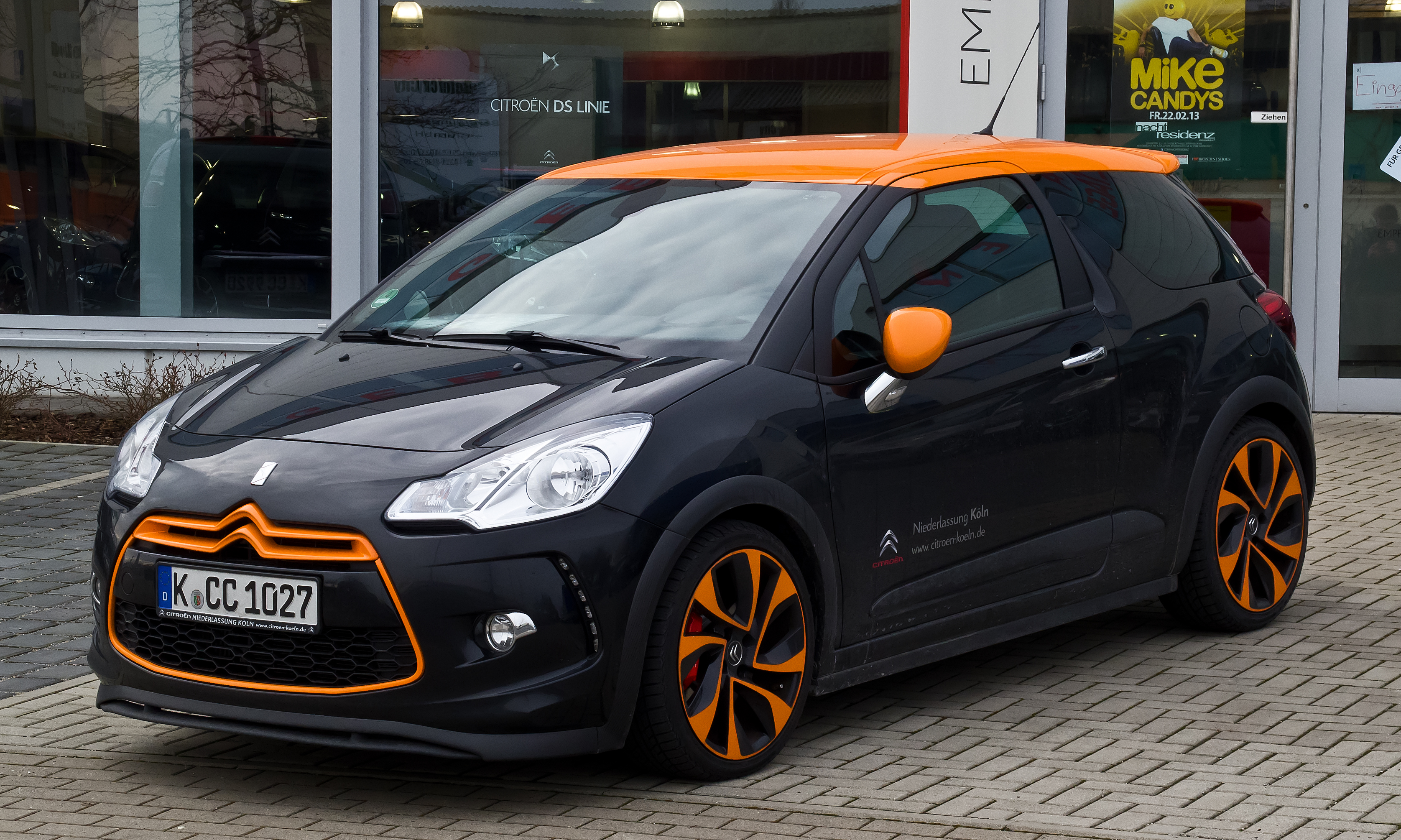
La DS3 Racing.

- DS3 Special Edition (250 exemplaires, Espagne[41])
- DS3 Racing (1 000 exemplaires[42] dans un premier temps, puis intégrée à la gamme par la suite)
- DS3 Orla Kiely Collection[43] (500 exemplaires, Royaume-Uni)
- DS3 Série Noire (750 exemplaires[44])
- DS3 Matière Grise (750 exemplaires[45])
- DS3 Racing S.Loeb (200 exemplaires[46] dont 100[46] pour la France)
- DS3 Just Mat (500 exemplaires[47])
- DS3 Red Special Editions : DS3 DStyle Red et DS3 DSport Red[48] (? exemplaires, Royaume-Uni)
- DS3 Ultra Marine (100 exemplaires, Japon)
- DS3 Red Edition (500 exemplaires[49])
- DS3 DS World Paris (15 exemplaires[50])
- DS3 Cabrio Racing (100 exemplaires[51],[52])
- DS3 & DS3 Cabrio Dark Rose (350 exemplaires[53])

#### DS 3
- DS 3 '1955' (1 955 exemplaires[54])
- DS 3 Dark Light (500 exemplaires[55])
- DS 3 Performance BRM Chronographes (39[56] dont 10[57] pour la France)
- DS 3 Givenchy Le MakeUp[58] (1 400 exemplaires[59] dont 500[60] pour la France – 100 exemplaires supplémentaires ajoutés en production sur le mois de septembre 2016[61])
- DS 3 Inès de la Fressange (version 2017 – 500 exemplaires pour la France et 1 000 pour le monde[62])

## Prix
Avec certains équipements manquants sur la finition Chic (climatisation, capteur de pluie et de luminosité…), la DS3 peut s'acheter dès 15 950 € avec un moteur essence Puretech de 82 ch. Son prix grimpe jusqu'à 31 250 € en finition Racing avec un moteur de 202 ch.

## Marketing
Au lancement du véhicule, deux spots publicitaires ont été diffusés, l'un intégrant des images de Marilyn Monroe et l'autre de John Lennon, « déclamant » des textes écrits pour la circonstance. Tous deux délivrent le même message : « pour marquer votre époque, ne revenez pas en arrière, inventez votre style, vivez l’instant présent, vivez votre vie maintenant ! » avec le slogan « anti-rétro ».
L'utilisation de l'image de John Lennon a déclenché une polémique en Angleterre, notamment parmi les fans des Beatles.
Citroën veut positionner la DS3 comme une voiture à la mode, et l'a déjà exposée comme objet de décoration et/ou de mode, par exemple au Printemps Haussmann, où elle était entourée des objets que l'on trouve dans une trousse de maquillage, et personnalisée par l'illustratrice Carlotta.
Le modèle est également présent dans un clip de la chanteuse américaine Britney Spears. On l'aperçoit également dans le film Intouchables qui rencontra un succès immense dans le monde entier.

## Versions sportives

### Série

#### DS3 Racing
Le 19 février 2010, Citroën présente la version la plus sportive de la DS3 : la Citroën DS3 Racing. Fabriquée avec l'aide de son département Racing, la DS3 R devient une concurrente de la Mini John Cooper Works.
Sa production est limitée à 2 000 exemplaires par an.
La DS3 Racing reprend le moteur 1.6 THP disponible dans la banque d'organes PSA, mais ne se contente pas d'utiliser la version 200 ch vue sur le Peugeot RCZ. Citroën Racing retouche le moteur, qui développe 202  ou   207 ch suivant les versions et les pays. Le cache-moteur est signé Citroën Racing.
Pour fêter ses victoires en rallye ainsi que celles du pilote, Citroën propose une série limitée à 200 exemplaires de la DS3 R baptisée DS3 Sébastien Loeb. Cette série numérotée est disponible en une seule teinte de caisse (noir mat texturé avec toit rouge), où sont notées les victoires de Sébastien Loeb.

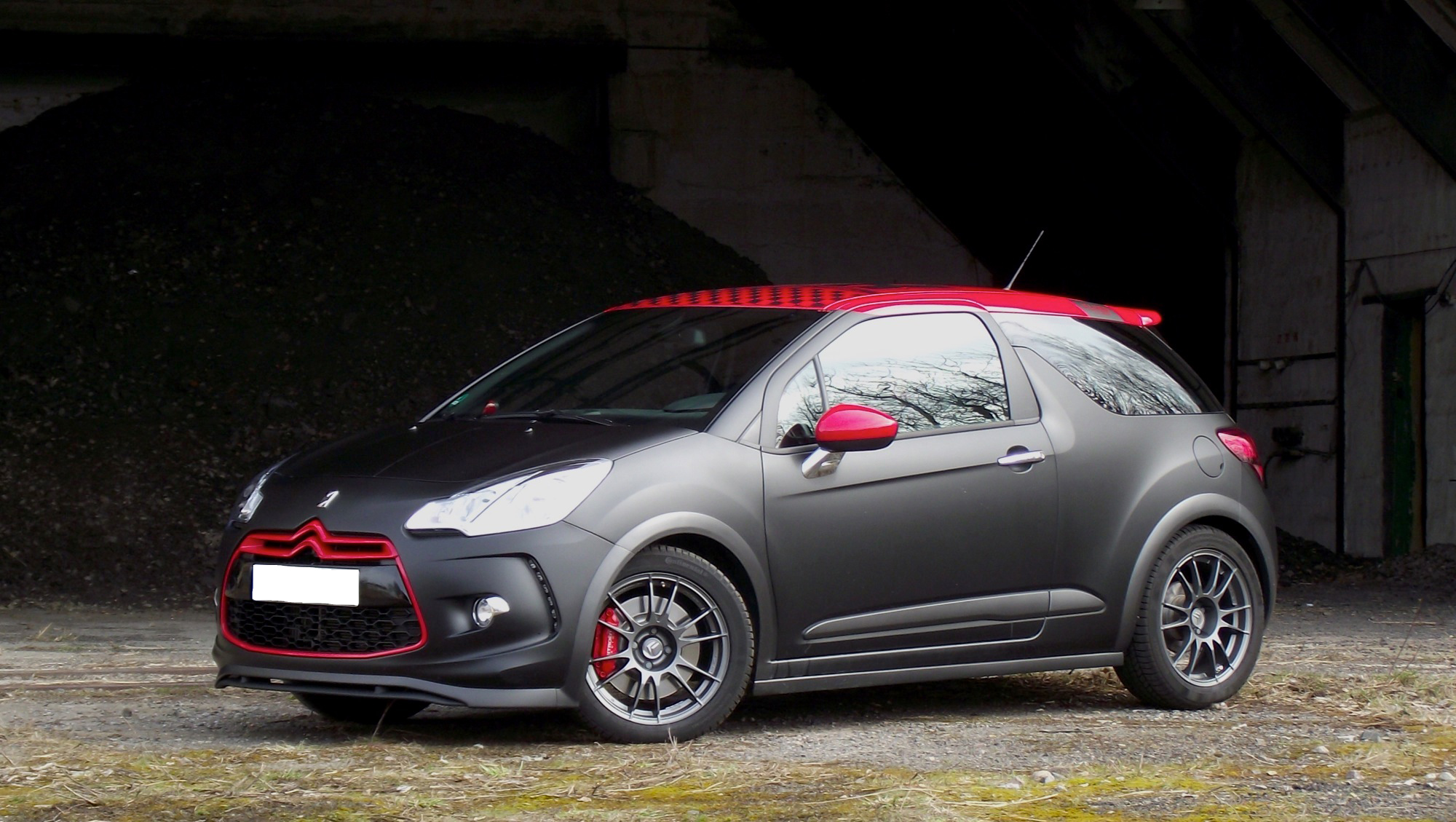
Citroën DS3 Racing « Loeb Edition ».

#### DS3 Cabrio Racing
Annoncée en décembre 2013 et préfigurée par la Citroën DS3 Cabrio Racing Concept, elle est commercialisée le 2 janvier 2014, avec une production limitée à 100 exemplaires, au prix unique de 34 990 euros.

### Compétition

#### DS3 R1
Ce modèle est directement inspiré de sa sœur la DS3 R3, mais ne développe que 125 chevaux. Il n'y a pas de turbo sur ce modèle. Cette voiture est réputée pour être une voiture idéale pour débuter en rallye. Une compétition fait son apparition en 2013 : le Citroën Rallye Trophy Junior. Cette compétition, disputée dans le cadre du championnat de France des rallyes est réservé à des coureurs de moins de 25 ans qui s'affrontent en rallye. Se disputant sur des rallyes du championnat de France. Le vainqueur remporte une inscription gratuite pour l'intégralité du championnat 2014 à bord d'une DS3 R3. Daniel Elena a utilisé cette voiture en ouvreur au rallye Lyon-Charbonnières 2013.

#### DS3 R3
Basée sur la nouvelle réglementation du Groupe R3T, édictée par la Fédération internationale de l'automobile, la DS3 R3 est homologué le 1er août 2010. Elle reprend l'architecture et l'apparence du modèle de série. La coque en acier d'origine est renforcée par un arceau multipoints soudé, assurant la rigidité du châssis et la sécurité des équipages.
Sous le capot, le quatre cylindres 1.6 THP (turbo haute pression) est développé à partir du moteur de série PSA. L'emploi de pièces spécifiques à la compétition (boîte à air, arbres à cames, pistons, bielles, ligne d'échappement et de turbo, gestion électronique, mais ces modifications ne permettent de gagner seulement  8 ch à cause de la bride de 29 mm imposée par la FIA. La DS3 R3 développe donc  210 ch. Outre la puissance pure, la recherche du couple moteur a été privilégiée afin d'apporter une meilleure motricité, gage d'un plaisir de pilotage efficace. Avec  350 N m, le moteur de la DS3 R3 offre une grande souplesse d'utilisation.
La DS3 R3 bénéficie de l'expérience acquise par Citroën Racing en championnat du monde des rallyes. La commande de la boîte de vitesses séquentielle à six rapports est pilotée. Ce dispositif assure des changements de rapport deux fois plus rapides qu'une boîte mécanique, tout en améliorant la fiabilité du groupe motopropulseur.
Conçues pour être utilisées sur tous les types de terrains, de la terre cassante à l'asphalte, les suspensions font également appel aux technologies les plus modernes.
Construite à partir de composants issus de la série et de pièces spécifiques à la compétition. DS3 R3 est commercialisée par Citroën Racing en kit ou prête à courir.
En 2014, Citroën Racing présente pour la première fois lors du Rallye de Monte-Carlo une évolution de son modèle DS3 R3, la DS3 R3Max. Cette version représente le niveau le plus performant des kits R3 disponibles. Les principaux éléments modifiés par rapport à la DS3 R3 sont :
- Moteur (notamment : pistons, bielles, culasse, vilebrequin,
- Alimentation en air,
- Refroidissement moteur,
- Échappement,
- Freins (étriers et disques et bols).

La DS3 R3Max développe une puissance de  234 ch à  4 500 tr/min et un couple de  430 N m à  3 250 tr/min.
La DS3 R3 permet aux pilote de concourir dans la catégorie WRC-3 dès l'année 2013. Elle permettra aux pilotes suivante remporter le titre de champion du monde WRC-3 :
- Sébastien Chardonnet en 2013,
- Stéphane Lefebvre en 2014.

#### DS3 R5
Révélée lors du rallye du Portugal 2013 et homologuée en 2014, la DS3 R5 a été développée selon la nouvelle réglementation FIA « R5 ».
La Citroën DS3 R5 partage les gènes et les caractéristiques de DS3 WRC : moteur 1.6 turbo à injection directe, quatre roues motrices, boîte de vitesses séquentielle, suspensions McPherson.
Ce modèle permet notamment de participer aux compétitions WRC-2, ERC, aux épreuves nationales et régionales. La DS3 R5 se veut plus performante que les voitures atmosphériques de la catégorie S2000 en étant moins onéreuse que les modèles RRC extrapolés des WRC.

## Récompenses
Elle est élue voiture de l'année 2010 par le magazine Top Gear.

## Caractéristiques (Général)

### Dimensions
|                                               | DS 3 I                 | DS 3 I                 | DS 3 I                 | DS 3 I                 | DS 3 I                 |
| DS 3 Phase I                                  | DS 3 Phase II          | DS Inside              | DS 3 Cabrio Phase I    | DS 3 Cabrio Phase II   |                        |
| --------------------------------------------- | ---------------------- | ---------------------- | ---------------------- | ---------------------- | ---------------------- |
| Longueur                                      | 3 948 mm               | 3 950 mm               | 3 950 mm               | 3 950 mm               | 3 950 mm               |
| Largeur                                       | 1 715 mm               | 1 710 mm               | 1 720 mm               | 1 720 mm               | 1 720 mm               |
| Hauteur                                       | 1 458 mm               | 1 450 mm               | 1 470 mm               | 1 460 mm               | 1 480 mm               |
| Empattement                                   | 2 464 mm               | 2 460 mm               | 2 460 mm               | 2 460 mm               | 2 460 mm               |
| Voies avant / arrière                         | 1 425 / 1 416 mm       | 1 470 / 1 470 mm       | /                      | 1 465 / 1 467 mm       | 1 465 / 1 467 mm       |
| Rayon de braquage                             | Entre 10,2 m et 10,4 m | Entre 10,2 m et 10,4 m | Entre 10,2 m et 10,4 m | Entre 10,2 m et 10,4 m | Entre 10,2 m et 10,4 m |
| Masse à vide (selon moteurs et équipements)   | 974 à 1 165 kg         | 1 085 kg               | /                      | 1 156 kg               | 1 090 kg               |
| Charge utile (selon moteurs et équipements)   | 498 kg                 | 432 kg                 | /                      | 463 kg                 | 463 kg                 |
| Chargement de remorque (freiné et non freiné) | /                      | /                      | /                      | /                      | /                      |
| Coffre                                        | 285 l                  | 285 l                  | 285 l                  | 245 l                  | 245 l                  |
| Capacité du réservoir                         | 50 l                   | 48 l                   | 48 l                   | 50 l                   | 50 l                   |

## Photographies

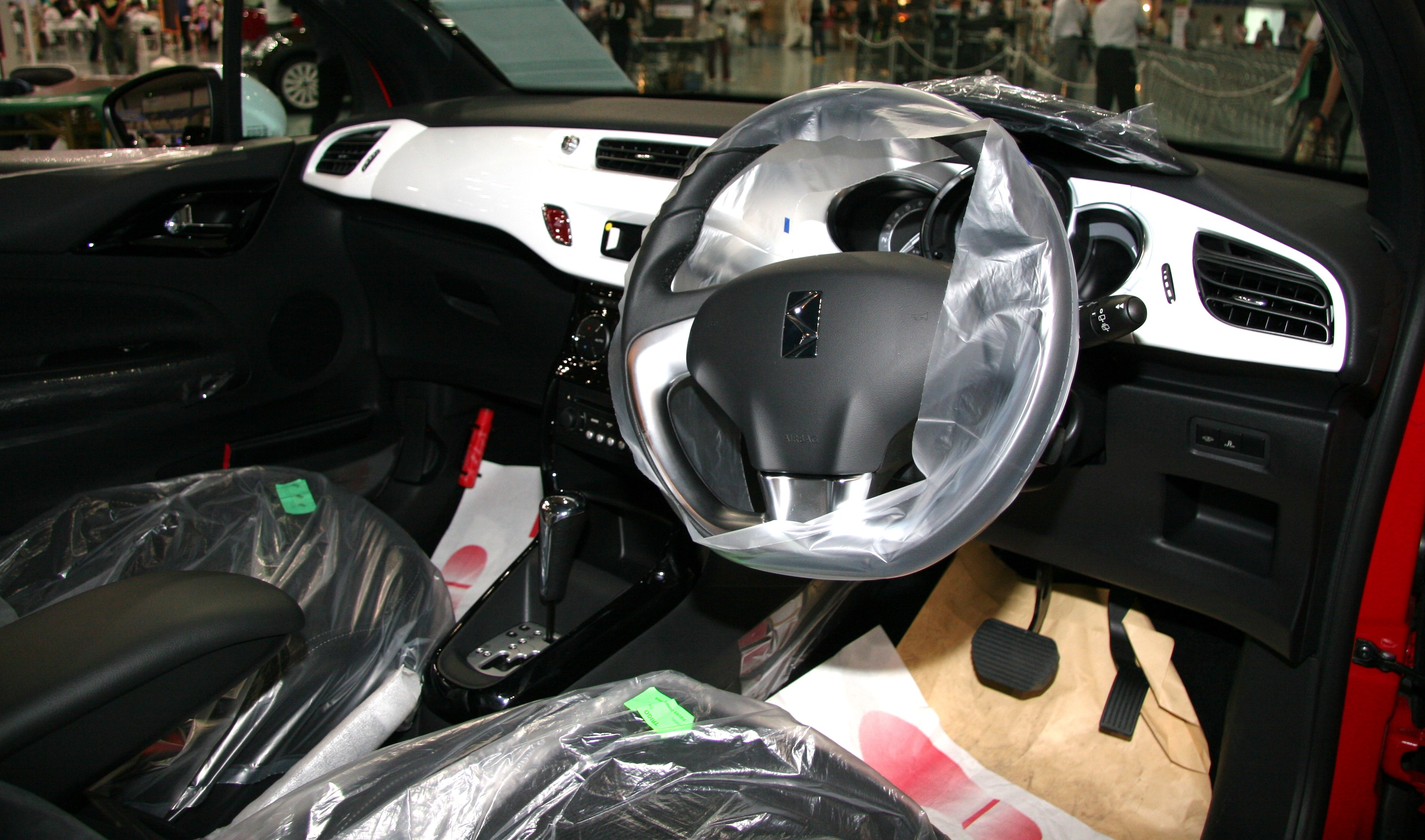
L'intérieur de la Citroën DS3 (Japon).
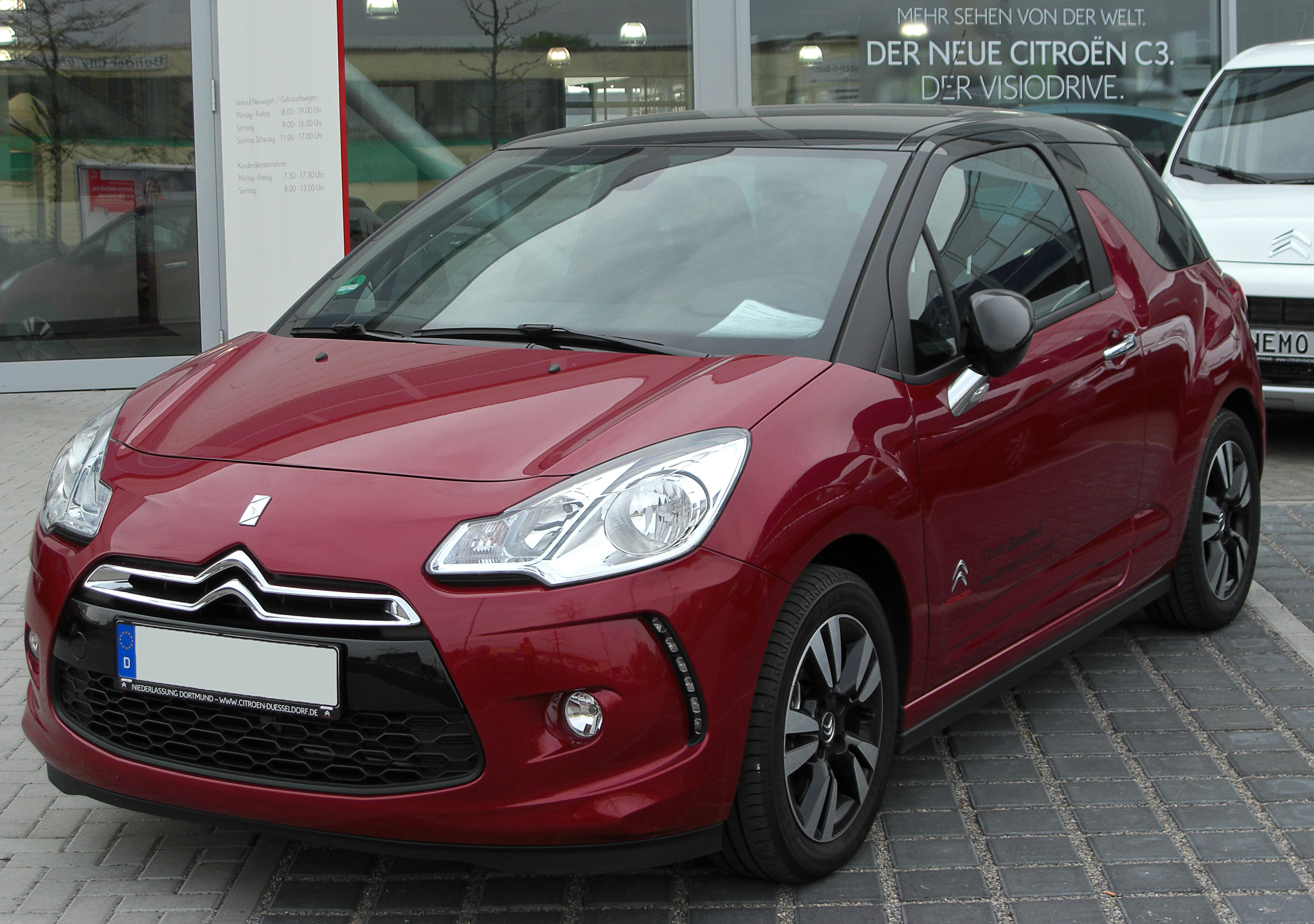
Vue avant de la Citroën DS3.
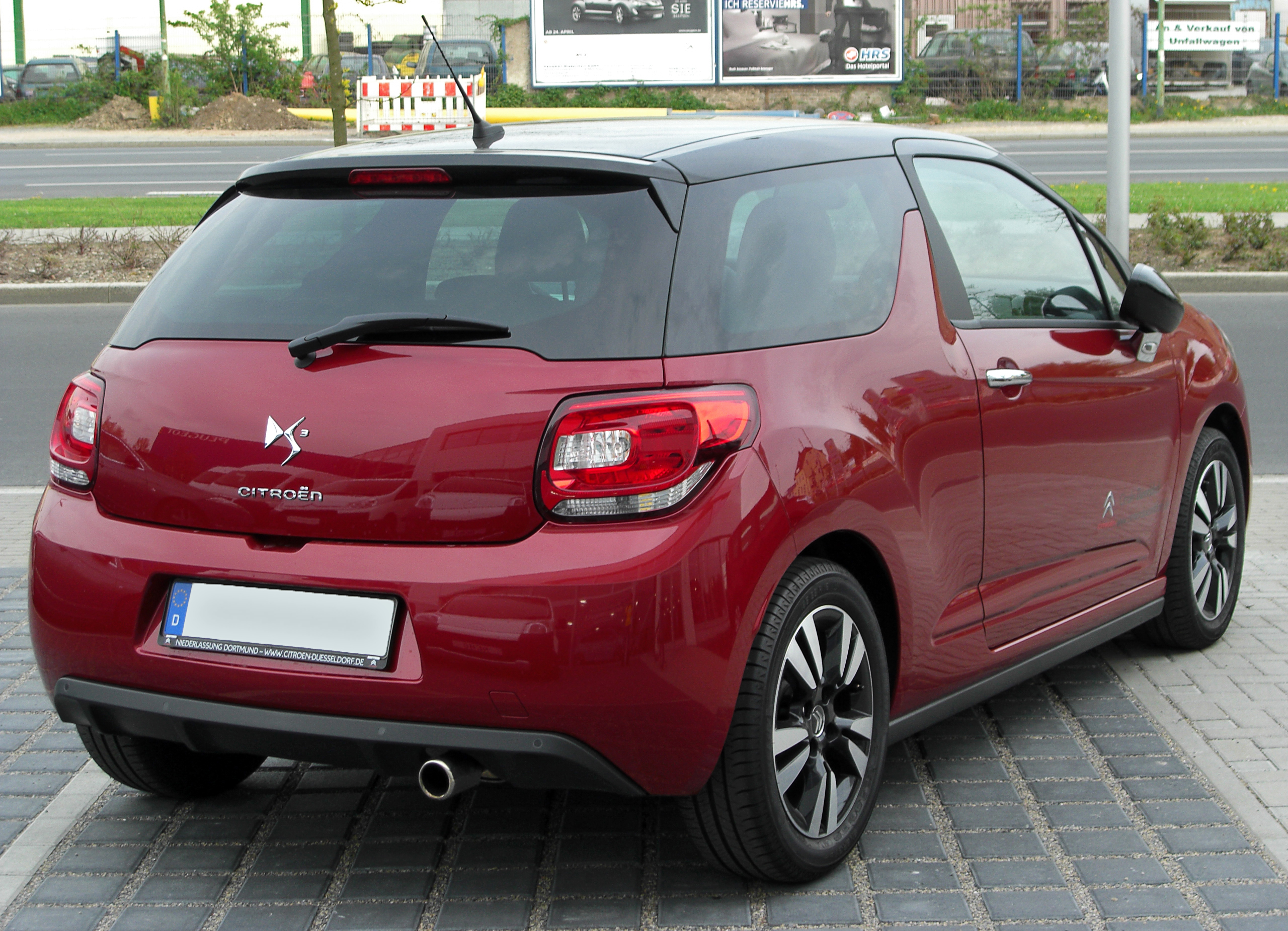
Vue arrière de la Citroën DS3.

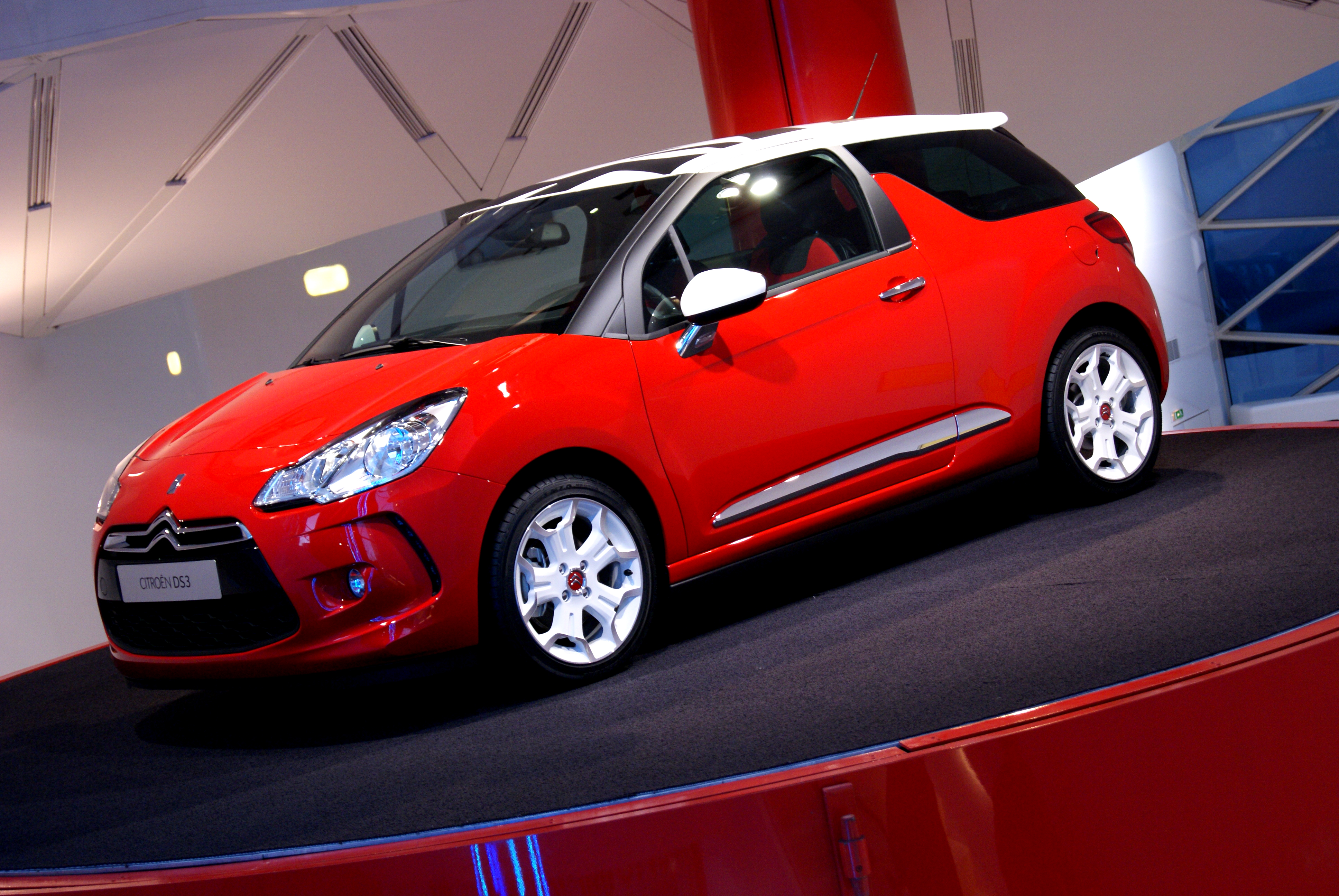
Citroën DS3.
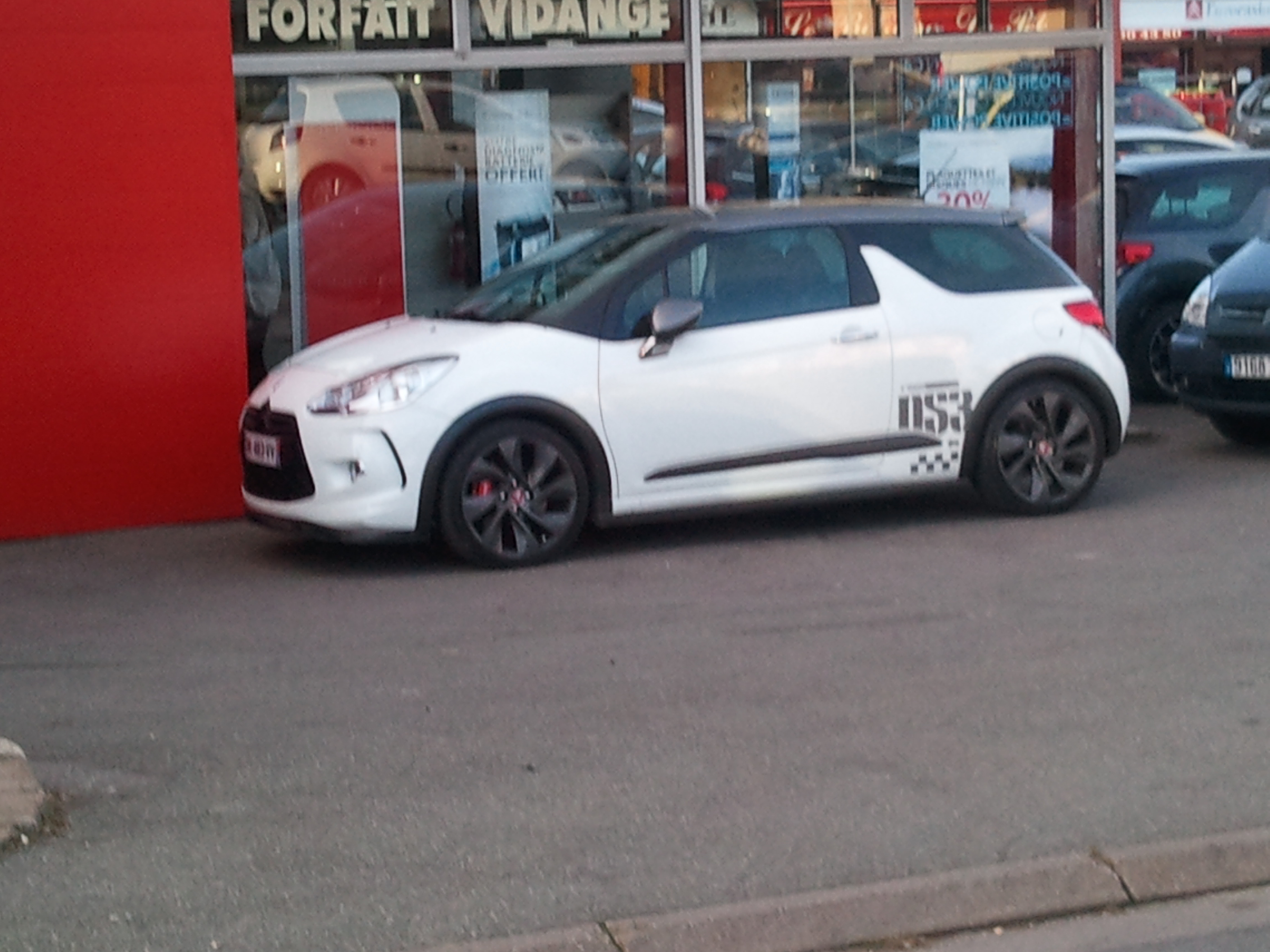
Citroën DS3 Racing.
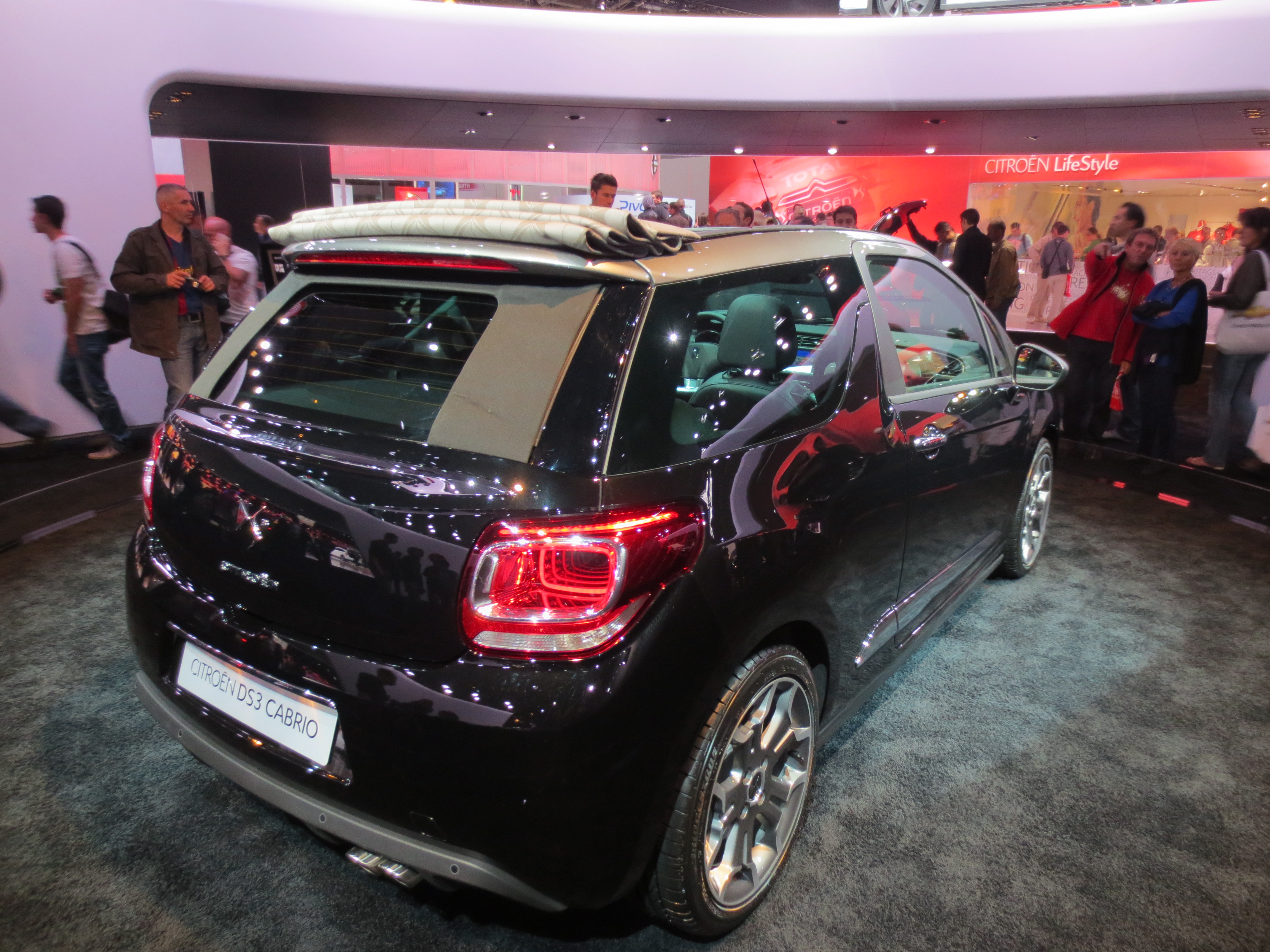
Une DS3 Cabrio présentée lors du Mondial de l'automobile de Paris 2012.